# Witoogvireo
De witoogvireo (Vireo griseus) is een zangvogel uit de familie Vireonidae (vireo's).

## Verspreiding en leefgebied
Deze soort komt voor in het oosten van Noord- en Midden-Amerika en telt zes ondersoorten:
- V. g. griseus: centrale en oostelijke Verenigde Staten.
- V. g. maynardi: zuidelijk Florida.
- V. g. bermudianus: Bermuda.
- V. g. micrus: zuidelijk Texas en noordoostelijk Mexico.
- V. g. perquisitor: oostelijk Mexico.
- V. g. marshalli: het oostelijke deel van Centraal-Mexico.

## Status
De grootte van de populatie is in 2020 geschat op 24 miljoen volwassen vogels. Op de Rode lijst van de IUCN heeft deze soort de status niet bedreigd.